# 音楽隊 (海上自衛隊)

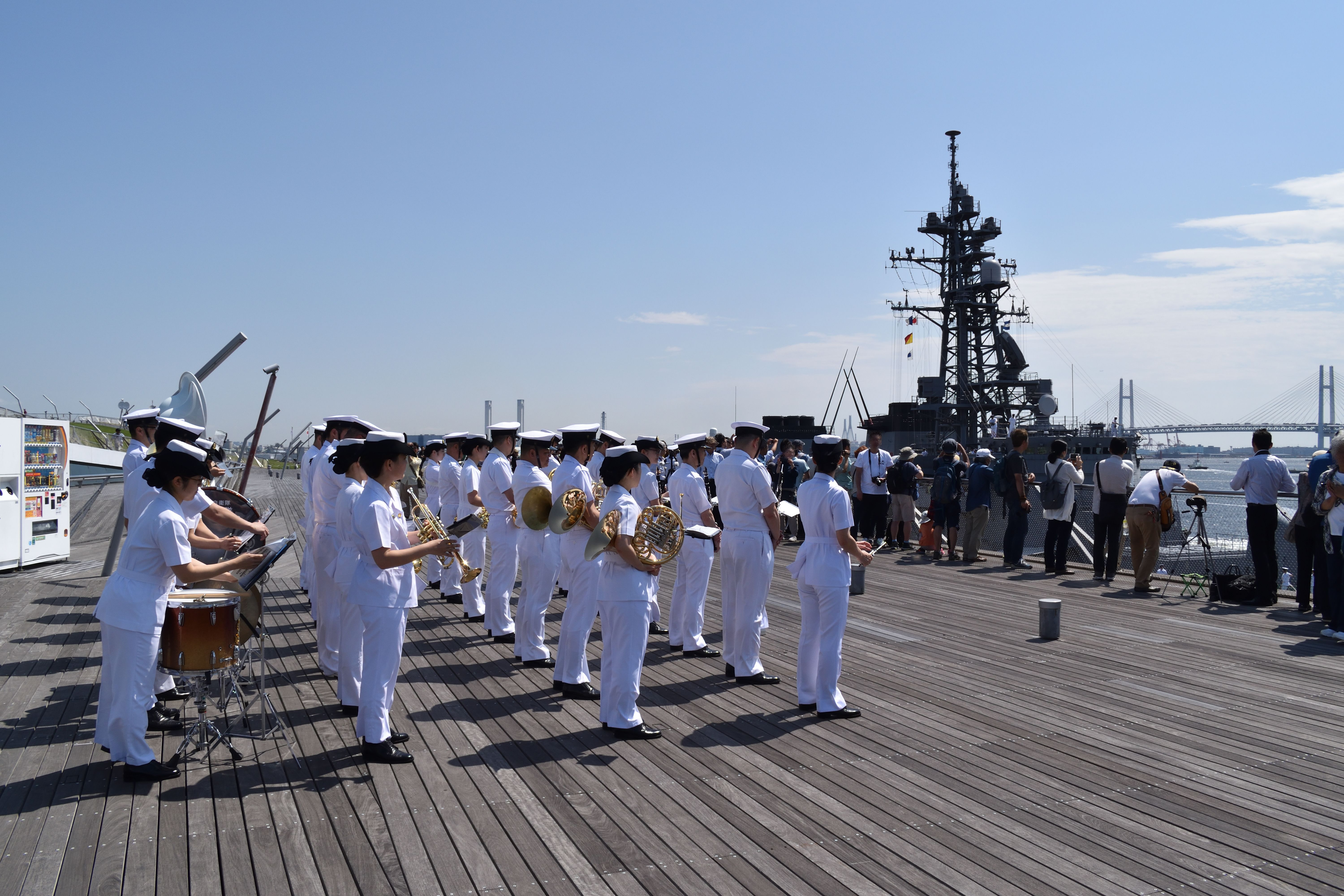
横浜港大さん橋で護衛艦の入港演奏を行う東京音楽隊（2017年6月）

音楽隊（おんがくたい）は、諸外国の軍楽隊に相当する海上自衛隊の部隊である。海上自衛隊の職域の一つで「音楽員」の隊員を主として編成され、音楽演奏を主な任務とする。同様に陸上自衛隊と航空自衛隊にも、それぞれ音楽隊が編成されている。

## 任務
海上自衛隊音楽隊の主たる任務は次のとおりである。
- 隊員の士気高揚のための演奏[2]
  - 艦艇が出入港する際の岸壁での演奏など。

- 儀式、式典における演奏
  - 国賓、公賓の歓迎行事での演奏や国家的行事での演奏[2]。
  - 自衛隊の内部（部内）と外部（部外）の各種式典で演奏を行う。部外の式典は国民体育大会などの、国民的行事を中心に行われる官公庁以外のものを指す。

- 広報のための演奏
  - コンサート、演奏会、パレード、各種イベントへの協力や、テレビ・ラジオへの出演など[2][3]。

その他に、慰問演奏や、学生を対象とした演奏指導にも取り組んでいる。

## 編成
海上自衛隊には防衛大臣直轄部隊である東京音楽隊があるほか、各地域を管轄する五つの地方隊・地区隊にもそれぞれ音楽隊がある。

### 東京音楽隊
東京音楽隊（JMSDF BAND, TOKYO）は、東京都立川市の海上自衛隊東立川地区に所在する防衛大臣直轄部隊で、全国各地で演奏活動を行っている。海上自衛隊のセントラルバンドとして年間120回程度の演奏活動に加え、プロフェッショナルの吹奏楽団として、吹奏楽文化の発展にも寄与すべく、CD録音にも積極的に取り組んでいる。
隊長は2等海佐をもって充てられ、防衛大臣の指揮監督を受け音楽隊の隊務を統括する。術科学校に相当する部隊として音楽隊員への教育も行っているため、総務科・音楽科・教育科の3科で編成されており、音楽科では演奏だけでなく、演奏会にまつわる様々な業務を全部手分けして行っている。
吹奏楽の各パートの演奏者に加えて専属のハープ奏者、ピアノ奏者、歌手の隊員が配属されている。また給養・運転など演奏以外の業務に従事する自衛官や防衛事務官も含めて、約70名の人員で編成されている。2020年現在、約50名の演奏者のうち三分の一が女性である。
2025年2月までの約70年間、東京都世田谷区上用賀に所在していた。上用賀にあった旧庁舎の一部の外観は、昭和時代に刑事ドラマ「太陽にほえろ!」の七曲署庁舎として撮影されていたが、放送終了後の1995年に建て替えられて外観は変わった。

#### 沿革
- 1951年（昭和26年）1月18日：海上保安庁音楽隊が36名編成で発足[15][注釈 1]。
- 1952年（昭和27年）
  - 7月15日：海上保安庁音楽隊を前身として海上警備隊音楽隊が発足[16]。
  - 8月1日：警備隊音楽隊と改名[16]。
- 1954年（昭和29年）7月1日：海上自衛隊音楽隊と改名[16]。
- 1956年（昭和31年）6月1日：防衛庁長官直轄部隊としての東京音楽隊が定員59名で編成される[16]。同時期に世田谷区玉川用賀町（現在の上用賀）に移転[14]。

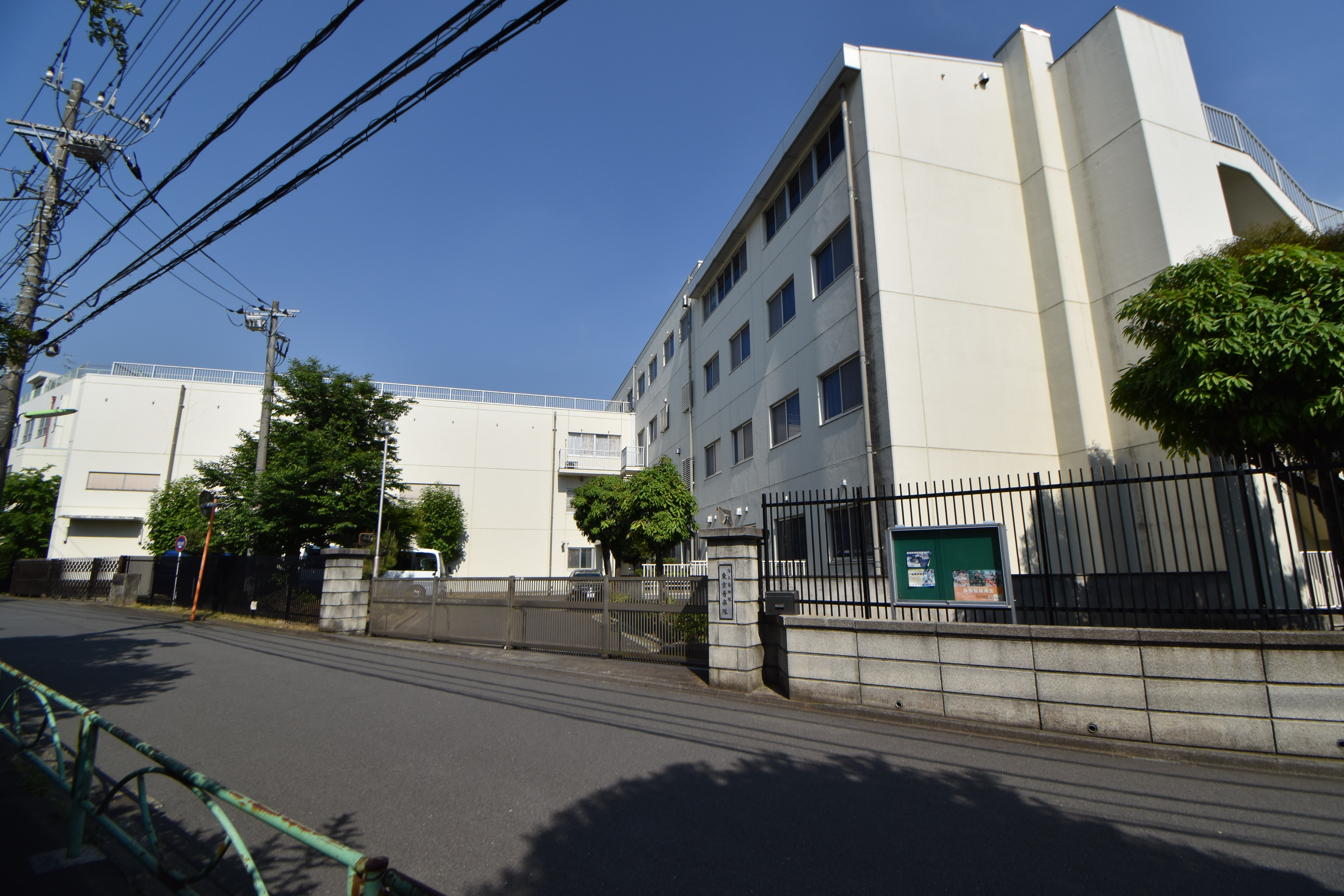
上用賀時代（2022年）の庁舎

- 1995年（平成07年）：上用賀の庁舎が建て替え[14]。
- 1996年（平成08年）7月：ロシア海軍300周年記念行事に参加[16]。
- 1998年（平成10年）10月：大韓民国国際観艦式世界音楽祭に参加[16]。
- 2007年（平成19年）1月9日：防衛庁の防衛省昇格に伴い、防衛大臣直轄部隊となる。
- 2009年（平成21年）9月：自衛隊初の専任歌手（三宅由佳莉 - ソプラノ）を配属[注釈 2]。

- 2013年（平成25年）8月28日：ヴォーカルの三宅をフィーチャーした初めての「歌と吹奏楽」のCDアルバム『祈り～未来への歌声』をユニバーサルミュージックから発売。クラシックのアルバムとしては異例の売り上げを記録し、「第55回日本レコード大賞企画賞」、「第28回日本ゴールドディスク大賞クラシック・アルバム・オブ・ザ・イヤー」、「第6回CDショップ大賞クラシック賞」の3賞を受賞[8]した（詳細はアルバム『祈り～未来への歌声』の頁参照）。
- 2014年（平成26年）5月5日～12日：ノルウェーのオスロで開催された、ノルウェー憲法制定200周年記念日行事の軍楽祭（英語版）「ミリタリー・タトゥー2014」に日本の音楽隊として初参加[17][映像 2]。
- 2014年度「第24回日本管打・吹奏楽学会アカデミー賞（演奏部門）」を受賞[8]。

- 2016年（平成28年）7月15日～8月2日：スイスのバーゼルで開催された軍楽祭「スイス・バーゼルタトゥー（英語版）2016」に招待参加[18][19][映像 3]。

- 2017年（平成29年）4月29日：ドワンゴが主催するイベント「ニコニコ超会議2017（超音楽祭‐Day1）」に出演[20]。翌年（4月28日）開催の同音楽祭にも出演。2年連続でDay1（初日）のトップバッターを務めた[映像 4][映像 5]。

- 2018年（平成30年）
  - 12月：米国のJ.P.スーザ財団から世界の優れた軍楽隊に贈られる「ジョージハワード大佐顕彰」を受賞[21][注釈 3]。
  - 9月12日：小野寺五典防衛大臣の視察を受ける[22]。
- 2019年（平成31年/令和元年）
  - 2月24日：天皇陛下御在位三十年記念式典[注釈 4][23]にトランペット奏者3名が参加[24][25]。その功績に対して、同年4月10日に内閣総理大臣感謝状が贈呈された[24]。
  - 6月29日～7月6日：カナダのハリファックスで開催された軍楽祭「ロイヤル・ノバスコシア・インターナショナル・タトゥー（英語版）」に参加[26][映像 6]。
  - 11月10日：今上天皇の即位礼祝賀御列の儀における沿道奏楽を赤坂御所前で行う[27]。
- 2021年（令和03年）：初の男性歌手（橋本晃作 - テノール）を配属[28]。
- 2022年（令和04年）9月27日：故安倍晋三国葬儀において陸上自衛隊中央音楽隊・航空自衛隊航空中央音楽隊と共に国歌・『国の鎮め』を演奏するとともに、遺骨の退場時に『花は咲く』を演奏した[29]。
- 2025年（令和07年）2月10日：東京都立川市の海上自衛隊東立川地区に移転[30]。

| 代 | 氏名       | 在任期間               | 出身校・期                                                           | 前職                                             | 後職                                        |
| -- | ---------- | ---------------------- | -------------------------------------------------------------------- | ------------------------------------------------ | ------------------------------------------- |
| 01 | 高山 實    | 1956.6.1 - 1962.7.25   |                                                                      | 横須賀補充部 →1959.2.1 1等海佐昇任               | 退職                                        |
| 02 | 片山正見   | 1962.7.26 - 1967.3.31  | 広島逓信局下関通信講習所・ 東京音楽学校（旧制） （現・東京芸術大学） | 東京音楽隊副長 →1964.6.1 1等海佐昇任             | 退職                                        |
| 03 | 石崎善治   | 1967.4.1 - 1969.2.25   |                                                                      | 東京音楽隊副長 →1967.7.1 2等海佐昇任             | 退職                                        |
| 04 | 堀籠次男   | 1969.2.26 - 1972.6.30  |                                                                      | 東京音楽隊副長 →1969.7.1 2等海佐昇任             | 東京業務隊付 →1972.9.24 退職                |
| 05 | 服部省二   | 1972.7.1 - 1976.10.19  |                                                                      | 東京音楽隊副長 →1973.1.1 2等海佐昇任             | 東京業務隊付 →1977.1.24 退職                |
| 06 | 山羽三郎   | 1976.10.20 - 1981.3.24 |                                                                      | 東京音楽隊副長 →1977.1.1 2等海佐昇任             | 東京業務隊付 →1981.7.1 退職                 |
| 07 | 行方三博   | 1981.3.25 - 1984.7.1   | 明治大学                                                             | 舞鶴教育隊 →1982.1.1 2等海佐昇任                 | 東京業務隊付 →1984.9.15 退職                |
| 08 | 山田哲朗   | 1984.7.2 - 1986.11.3   |                                                                      | 横須賀音楽隊長                                   | 東京業務隊付 →1987.1.24 退職                |
| 09 | 早田 透    | 1986.11.4 - 1989.5.19  |                                                                      | 大湊音楽隊長 →1987.7.1 2等海佐昇任               | 東京音楽隊付 →1989.8.7 退職                 |
| 10 | 竹村純一   | 1989.5.20 - 1991.12.1  |                                                                      | 東京音楽隊副長 →1989.7.1 2等海佐昇任             | 東京音楽隊付 →1992.4.11 退職                |
| 11 | 谷村政次郎 | 1991.12.2 - 1994.7.31  |                                                                      | 東京音楽隊副長                                   | 東京音楽隊付 →1994.8.10 退職                |
| 12 | 上井 章    | 1994.8.1 - 1998.8.19   | 国士舘大学                                                           | 海上自衛隊幹部学校研究部員 →1995.7.1 2等海佐昇任 | 海上幕僚監部監理部総務課                    |
| 13 | 青木凱征   | 1998.8.20 - 2003.6.1   |                                                                      | 大湊音楽隊長                                     | 東京音楽隊付 →2003.7.15 退職                |
| 14 | 渡仲郁夫   | 2003.6.2 - 2007.3.25   | 桐朋学園大学                                                         | 東京音楽隊                                       | 防衛大学校音楽顧問                          |
| 15 | 熊崎博幸   | 2007.3.26 - 2010.2.28  | 同志社大学                                                           | 東京音楽隊副長                                   | 東京音楽隊付                                |
| 16 | 河邊一彦   | 2010.3.1 - 2014.3.23   | 武蔵野音楽大学                                                       | 横須賀音楽隊長                                   | 東京音楽隊付                                |
| 17 | 手塚裕之   | 2014.3.24 - 2016.8.28  | 関東学院大学                                                         | 舞鶴音楽隊長                                     | 東京音楽隊付                                |
| 18 | 樋口好雄   | 2016.8.29 - 2022.9.8   | 駒澤大学                                                             | 横須賀音楽隊長                                   | 東京音楽隊付 →2022.9.17 退職（1等海佐昇任） |
| 19 | 植田哲生   | 2022.9.9 -             |                                                                      | 大湊音楽隊長                                     |                                             |

### 地方隊の音楽隊
各隊の隊長は3等海佐又は1等海尉をもって充てられ、地方総監の指揮監督を受け、音楽隊の隊務を統括する。各隊は総務科・音楽科の2科で編成され、人員は約40名である。東京音楽隊とは異なり、防衛事務官は置かれていない。

#### 横須賀音楽隊

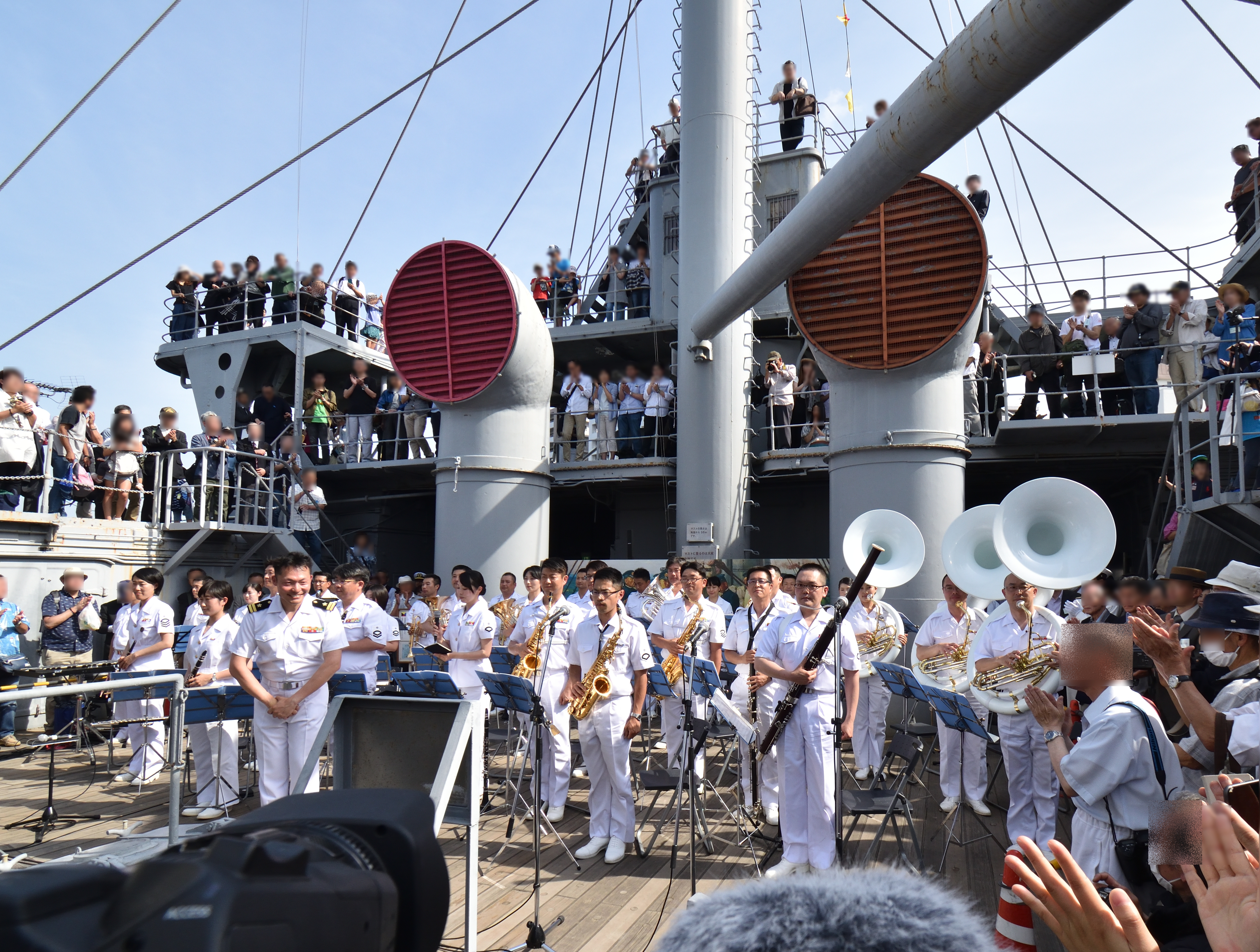
記念艦三笠艦上で行われた横須賀音楽隊の演奏会。平成30年度日本海海戦記念式典。

横須賀音楽隊（J.M.S.D.F.Band Yokosuka）は、神奈川県横須賀市に所在する横須賀地方総監直轄部隊で、北は岩手県から西は三重県までの範囲を担当している。
1954年（昭和29年）1月6日に横須賀補充部付音楽隊として発足し、1974年（昭和49年）4月11日、横須賀地方総監の直轄部隊として正式に編成が認められた。 
プロフェッショナルの吹奏楽団として吹奏楽文化の発展にも寄与すべく、横須賀地方隊開隊60周年記念の委嘱作品をメインにしたCD『海上自衛隊音楽隊委嘱作品集「ヨコスカの海と風」』をはじめとして、片岡寛晶作品集や清水大輔吹奏楽作品集など、CD録音にも意欲的に取り組んでいる。
- 2014年（平成26年）
  - 8月：当音楽隊で初めて、自衛隊全音楽隊では2人目となる専任歌手（中川麻梨子 - ソプラノ[注釈 5]）が配属された[35][注釈 2]。
  - 12月：「ジョージハワード大佐顕彰」を受賞[32]（日本からは航空自衛隊航空中央音楽隊・陸上自衛隊中央音楽隊に次いで3隊目）。
- 2020年（令和2年）3月26日～：新型コロナウイルス感染症の世界的流行により国内でもイベントやスポーツ、外出の自粛、学校の臨時休校など、経済活動の縮小措置が実施される中、YouTubeの海上自衛隊公式チャンネルで「演奏動画　日本応援メッセージ」4本を順次配信した[36][映像 7]。

#### 呉音楽隊

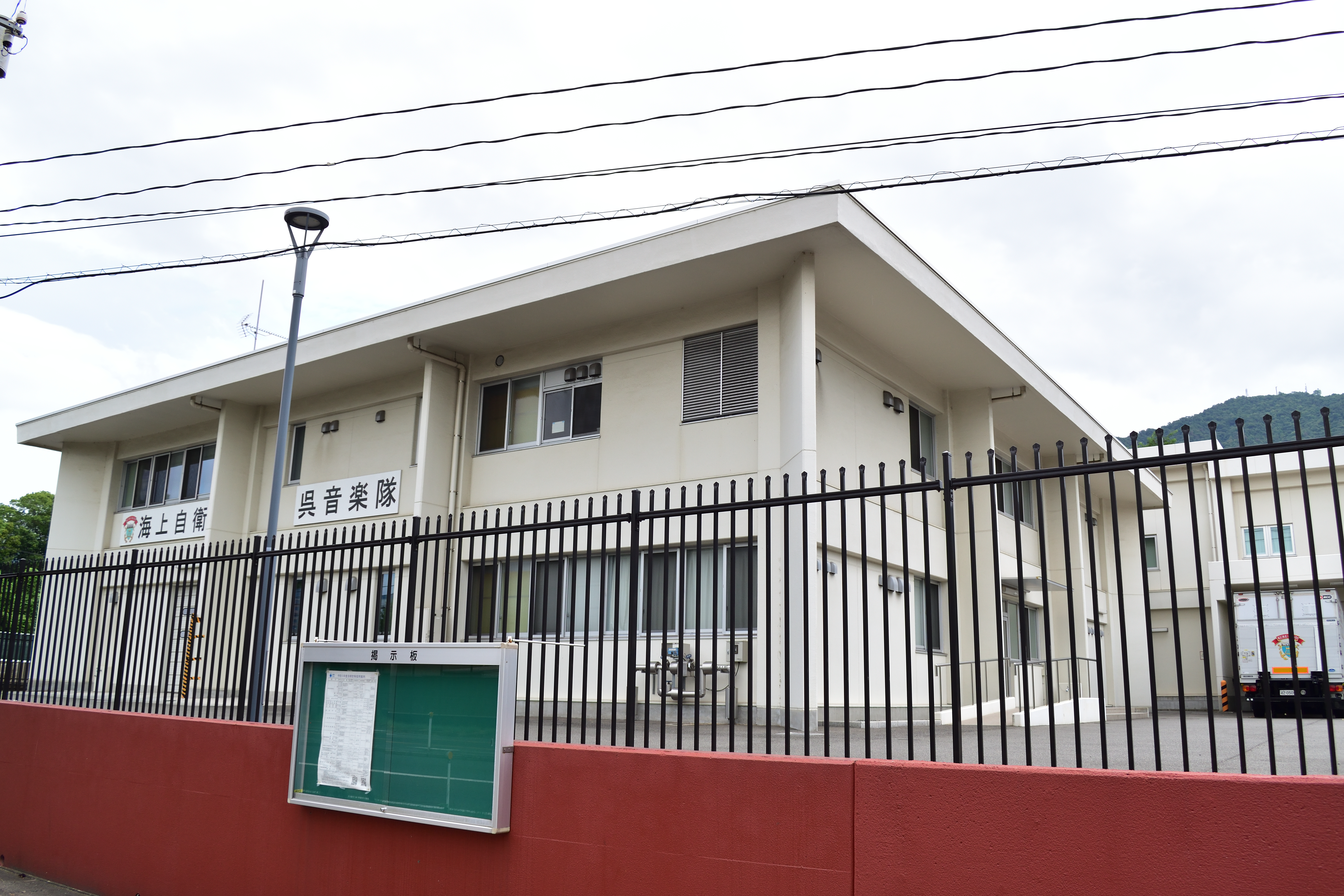
呉音楽隊 庁舎（2023年8月）

呉音楽隊（JMSDF BAND,KURE）は、広島県呉市に所在する呉地方総監直轄部隊で、広島県下をはじめ、近畿・中国・四国・九州東部において演奏活動を行っている。
1956年（昭和31年）10月1日に愛好者18名でもって呉補充部内に発足し、1976年（昭和51年）5月11日、呉地方総監直轄部隊として正式に編成が認められた。
- 2018年（平成30年）3月19日：呉音楽隊創設60周年記念の委嘱作品をメインにしたCD、『八木澤教司吹奏楽作品集「オマージュ～海の守り詩」』をリリース[40]。
- 2021年（令和3年）2月5日：日本遺産「呉鎮守府」開庁130周年記念の委嘱作品をメインにしたCD、『八木澤教司吹奏楽作品集「曙光の波をきって」』をリリース[41]。

#### 佐世保音楽隊
佐世保音楽隊は、長崎県佐世保市に所在する佐世保地方総監直轄部隊で、北は山口県から南は沖縄までの範囲を担当している。
1956年（昭和31年）10月1日に佐世保補充部内に25名の編成で干尽地区に設置された、1976年（昭和51年）5月11日、佐世保地方総監直轄部隊として正式に編成が認められた。

#### 舞鶴音楽隊

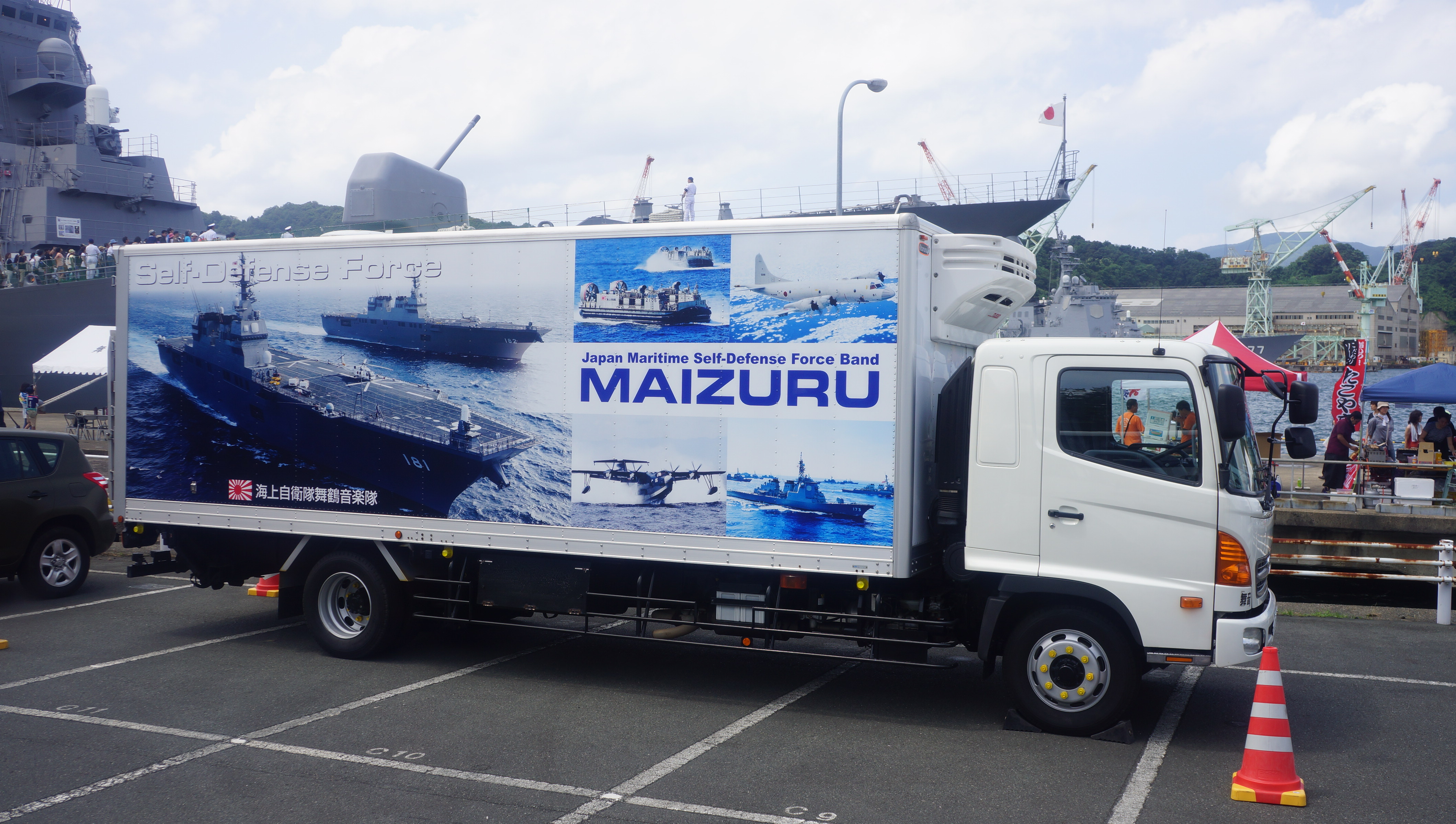
舞鶴音楽隊の楽器運搬車

舞鶴音楽隊（Japan Maritime Self-Defense Force Band,Maizuru）は、京都府舞鶴市に所在する舞鶴地方総監直轄部隊で、北は富山県から西は鳥取県までの範囲を担当している。
1955年（昭和30年）9月1日に発足し、1976年（昭和51年）5月11日に舞鶴地方総監の直轄部隊となった。

#### 大湊音楽隊
大湊音楽隊（JMSDF BAND,OMINATO）は、青森県むつ市に所在する大湊地区総監直轄部隊で、北海道全域と青森、秋田、岩手を担当している。
1956年（昭和31年）3月1日、大湊基地警防隊内に大湊補充部付音楽隊が10名の隊員で発足し、1976年（昭和51年）5月11日、に大湊地方総監直轄の音楽演奏を専門とする部隊として正式に編成が認められた。
2025年（令和7年）3月24日、上級部隊の大湊地方隊が横須賀地方隊大湊地区隊に改編された。
年間約70件の演奏を行う一方で、プロフェッショナルの吹奏楽団として、吹奏楽の発展にも寄与すべく多数の委嘱作品を発表している。第40回定期演奏会記念委嘱作品として、 石毛里佳による「艦（）の記憶」をはじめ、片岡寛晶作曲の「吹奏楽と打楽器群のための神話～鳥之石楠船神～（）」や『吹奏楽の為の抒情的「祭」（伊藤康英作曲）』など邦人作曲家の作品を初演し、吹奏楽の魅力を発信している。

### 非常設の音楽隊
毎年、海上自衛隊幹部候補生学校の一般幹部候補生課程を卒業した初任幹部自衛官の実習を行う遠洋練習航海のために「練習艦隊司令部音楽隊」が編成（幹部2名・各音楽隊から演奏者3名の計20名を選抜）され、各国の寄港地で式典や親善のために演奏を行う。

## 制服

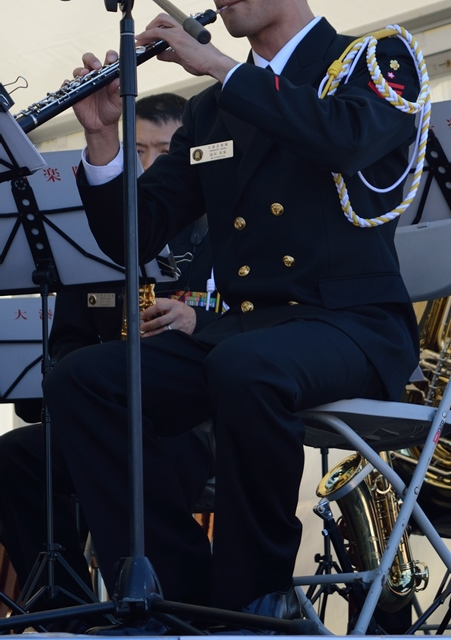
演奏中の1等海士。
海曹の常装冬服に飾緒と1士の階級章を付けている

演奏時の音楽隊員は演奏用の制服（演奏服）を着用するほか、通常の制服に飾緒などを付けて演奏することもある。服装の斉一のために海士であっても海曹と同様の制服・正帽等が用いられるため、本来の海士の制服であるセーラー服等は音楽隊に配属された時点で返納する。ただし、車両・給養など演奏以外の業務に従事する自衛官は他の海士と同様の制服を着用する。この場合、海士長以下の自衛官の帽章に表示する文字には、概ね部隊名が表示されているが、音楽隊の場合は「海上自衛隊」の文字となる。

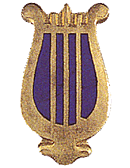
音楽隊員徽章

## 隊員の処遇

### 採用
音楽隊員になるためには自衛官採用試験に合格するだけでなく、各音楽隊で実施される職種説明会で実技を行う必要がある。また、自衛隊入隊後、配属前に受検する音楽要員適性検査にも合格する必要がある。隊員に音楽大学出身者が多いことから高い水準の演奏技術が求められ、高校の部活動で吹奏楽を経験したという程度のレベルでは採用は難しいが不可能ではない。
音楽隊員として採用された後も技量の維持が求められるため、限界を感じ海上自衛隊内の他の職種に転換する者もいる。
音楽隊には毎年決まった募集枠はなく、退職や異動などで欠員が出たパートごとに約10～20倍の競争倍率になる。吹奏楽の各パートの他に、ピアノや声楽、ハープ等の採用例もある。
音楽隊員になることができる自衛官採用試験の区分は、自衛官候補生および一般曹候補生の採用試験である。また、年度によっては技術海曹の採用区分でも音楽隊員を募集することがある。

### 教育
採用された者は、採用区分別に海上自衛官としての基本教育を一般隊員とともに教育隊で受ける。音楽隊に配属後、2年程度の勤務を経てから海士音楽課程（16週間、東京音楽隊で実施）の教育を、3等海曹への昇任後には初任海曹課程（一般隊員とともに各教育隊で実施）および海曹音楽課程（16週間、東京音楽隊で実施）の教育を受ける。なお、平成26年度から各音楽隊の演奏業務への影響を考慮し教育期間の短縮が試行されており、制度化されれば教育期間は10週間程度に短縮される予定である。
音楽隊の業務で車両を運転することがあるため、中型自動車運転免許を取得する機会がある。
なお、陸自・空自の音楽隊とは異なり幹部自衛官（管理職としての業務の他、演奏では指揮者を務める）の外部募集は行っておらず、音楽隊内の有資格者（3等海曹昇任後4年経過し、かつ7月1日の時点で35歳以下の者）のうち志願した者が部内幹部候補生試験を受験する。合格後、海上自衛隊幹部候補生学校で約8ヶ月の訓練を受け、さらに初任幹部として音楽隊に1年～2年間勤務したのちに東京芸術大学で1年間指揮法の研修を受け、音楽幹部となる。なお、近年ではさらに研鑽を積むため、一部の幹部に対して桐朋学園大学で2年間の研修が実施されている。

### 日常の業務
担当する楽器は貸与され、演奏に必要な消耗品は支給される。
通常の楽団では裏方に相当する業務、すなわち演奏会の企画などの事務作業から、楽器運搬車の運転やステージの設営に至るまで、演奏者である音楽隊員が分担して行う。また、他の職種の自衛官と同様に、射撃などの訓練もある。

### 定年
自衛隊の多くの職種では、1佐以下の階級の者の定年は60歳未満（2曹・3曹の55歳から1佐の58歳まで4段階）であるが、音楽の職務にたずさわる自衛官の定年は、階級にかかわらず60歳と定められている。